# Ospedale Israelita Albert Einstein

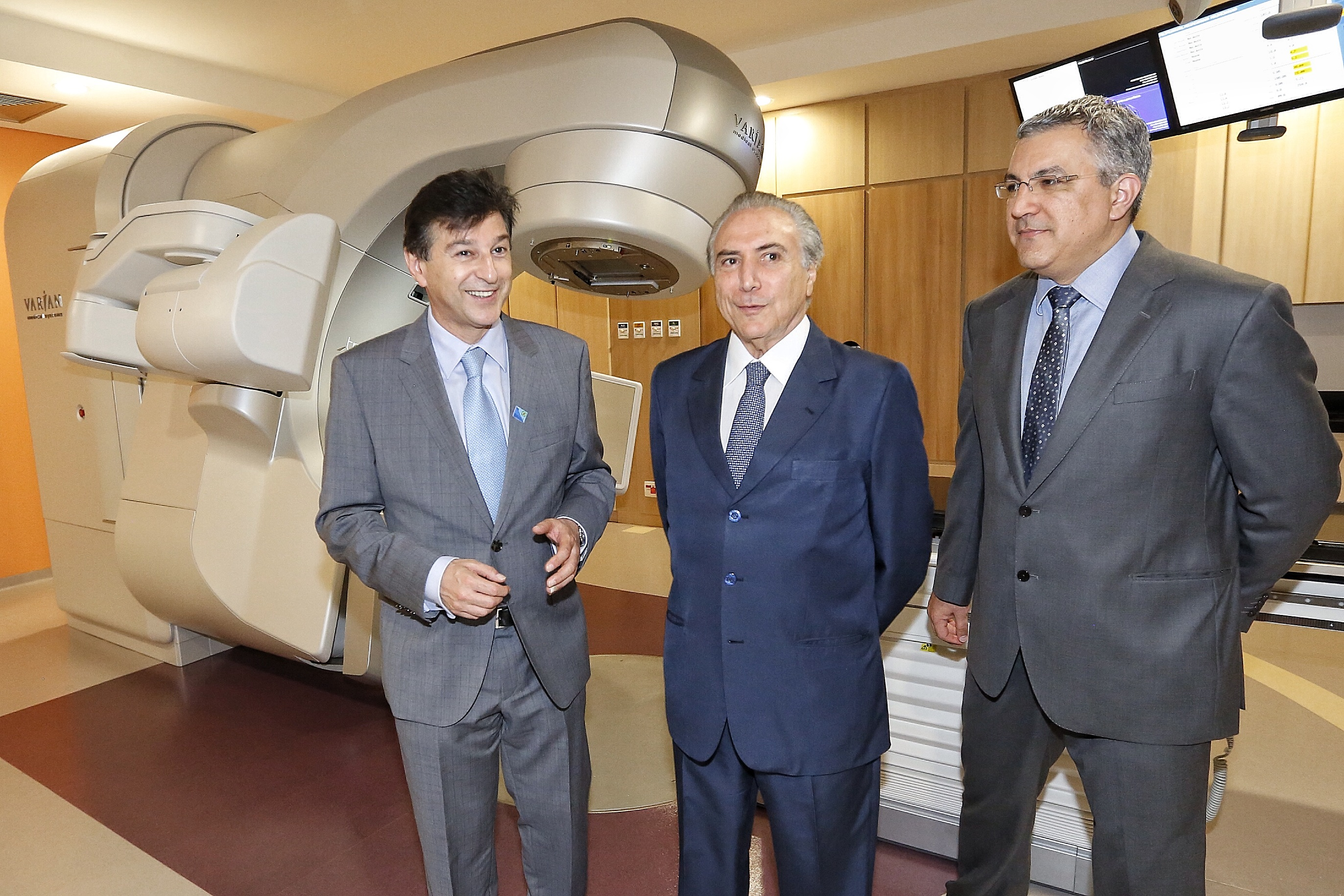
Il vicepresidente Michel Temer all'inaugurazione del centro di oncologia dell'ospedale Albert Einstein

L'Ospedale Israelita Albert Einstein è una struttura ospedaliera brasiliana, situato nel distretto di Morumbi nella parte sud di San Paolo. 
Considerato tra i migliori ospedali del Paese e dell'intera America Latina, nel 2022 è stato classificato al 34º posto a livello mondiale dalla rivista Newsweek.
Un gruppo della comunità ebraica di San Paolo fondò nel 1955 la Sociedade Beneficente Israelita Brasileira Albert Einstein (SBIBAE). L'ospedale venne inaugurato nel 1971.